# Copa Lo Martínez (estación)
Copa Lo Martínez es una estación ferroviaria que forma parte de la Línea 2 del Metro de Santiago de Chile.
 Se encuentra ubicada bajo la esquina de las avenidas Padre Hurtado y Lo Martínez, en la comuna de El Bosque.
La estación tiene una profundidad de 19 metros y una superficie total de 5879 m² con tres niveles (superficie, boletería y andenes), contando además con ascensores en todos los niveles y cuatro escaleras mecánicas.

## Características y entorno
El entorno de la estación es principalmente residencial y de comercio menor.[cita requerida]

### Accesos
| Acceso | Intersección                          |
| ------ | ------------------------------------- |
| A      | Av. Padre Hurtado con Av. Lo Martínez |

## Origen etimológico
Fue anunciada en noviembre de 2014 por la presidenta de la República Michelle Bachelet. Originalmente su nombre iba a ser "Lo Martínez" debido a su cercanía con la avenida homónima, sin embargo, se efectuó un cambio y su nombre definitivo se debe a que se encuentra junto a la copa de agua ubicada en la esquina de las avenidas Lo Martínez y Padre Hurtado.
La Municipalidad de El Bosque ha proyectado instalar en los terrenos de la copa de agua diversos servicios municipales y una farmacia popular.

## Galería

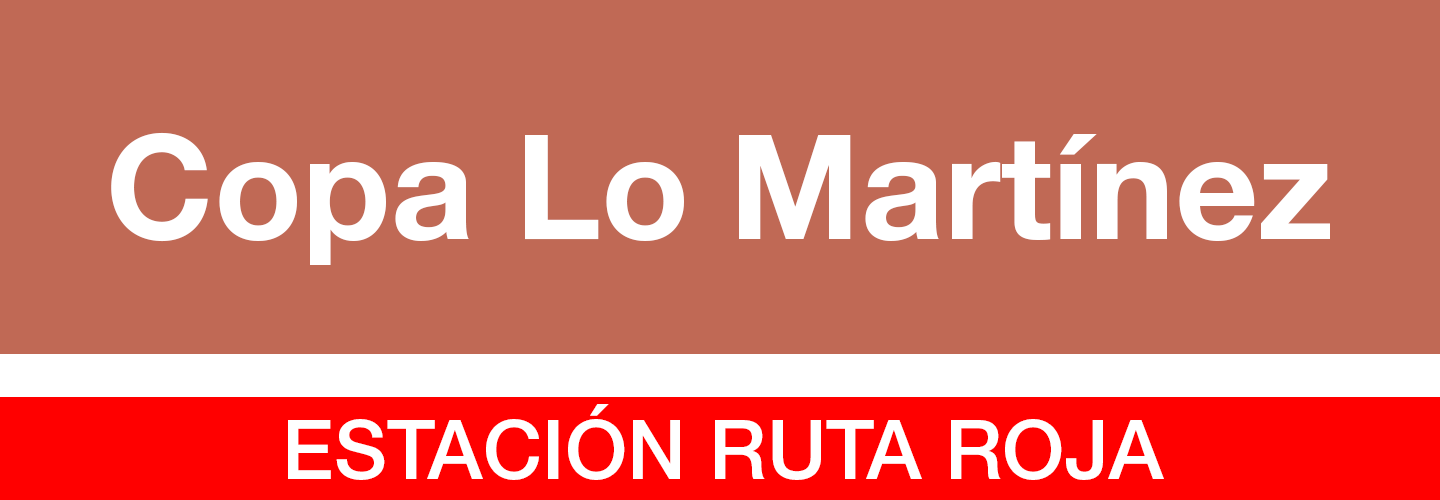
Cenefa utilizada en los andenes.
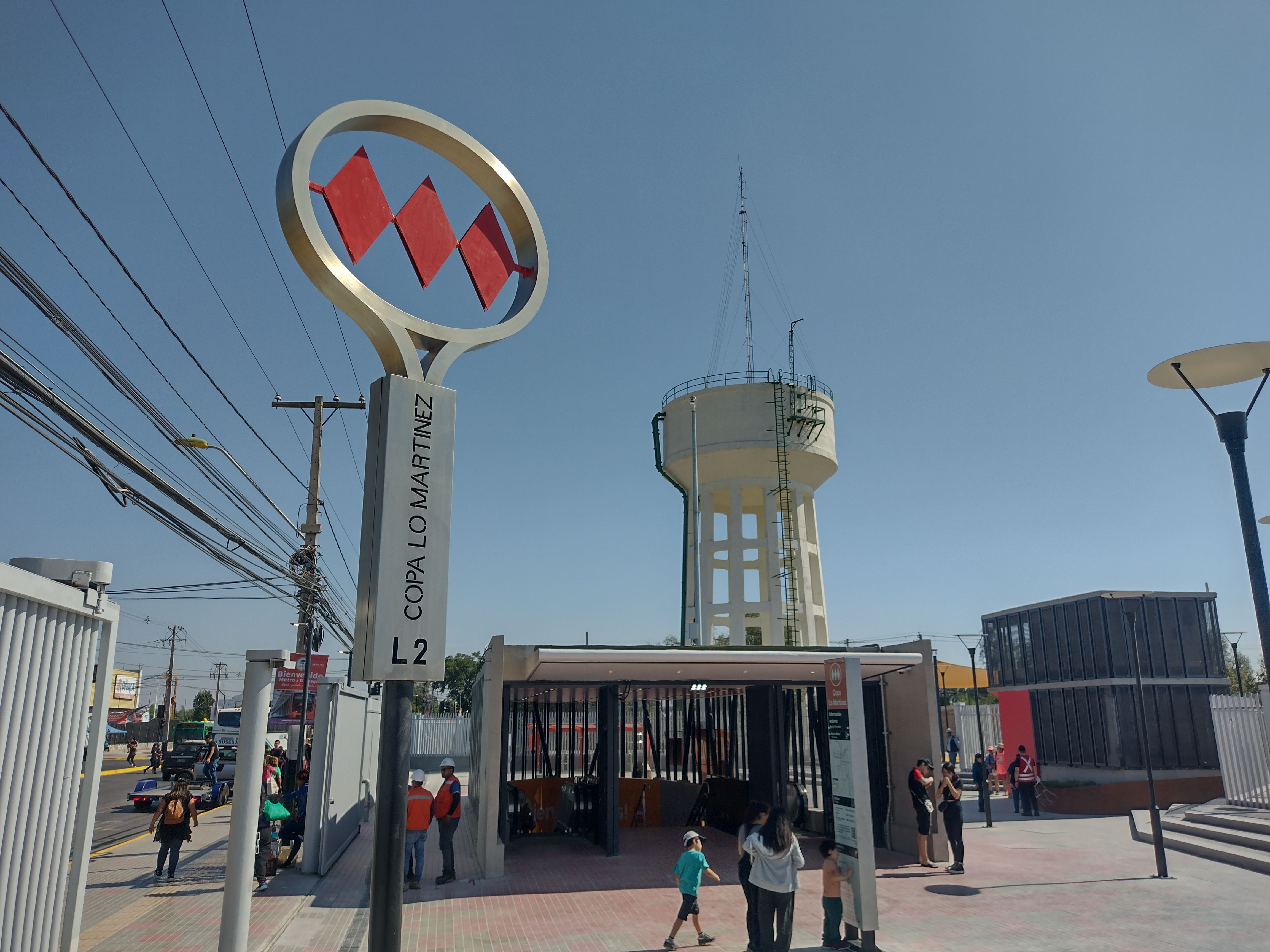
Letrero de acceso a la estación junto a la copa de agua.
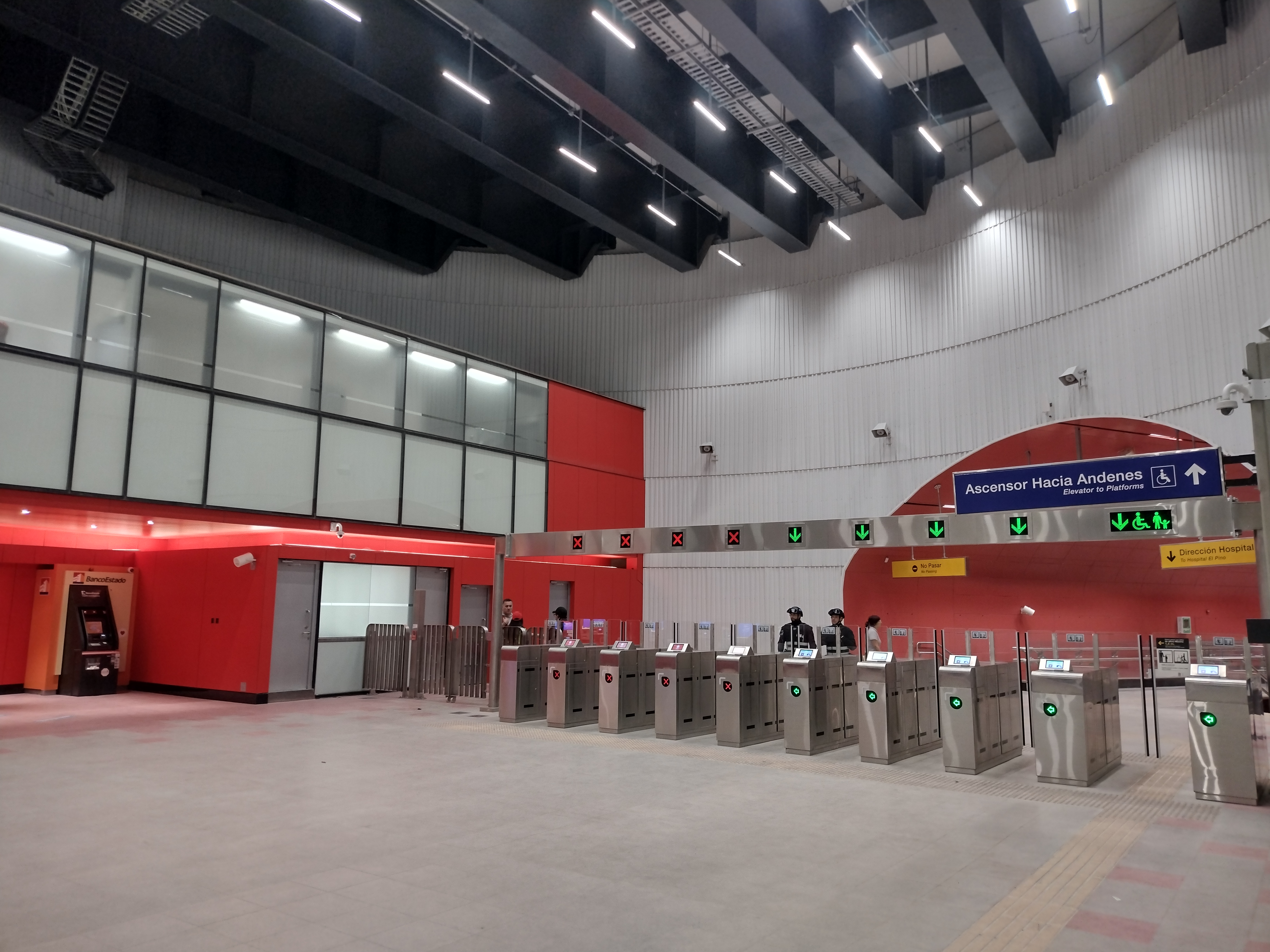
Torniquetes de la estación.

## Conexión con Red Metropolitana de Movilidad
La estación posee 5 paraderos de la Red Metropolitana de Movilidad en sus alrededores, los cuales corresponden a:
| Paradero/ Código                           | Recorridos |
| ------------------------------------------ | --- |
| Parada 1 / Metro Copa Lo Martínez (PG352)  | 301 (Angelmó) - 301c (Angelmó) |
| Parada 2 / Metro Copa Lo Martínez (PG879)  | G05 (El Castillo) - G35 (El Castillo) |
| Parada 3 / Metro Copa Lo Martínez (PG1283) | G05 (Metro La Cisterna) - G13 (El Castillo) - G13c (El Castillo) - G16 (Metro La Cisterna) - G28 (Centro Cívico La Pintana)              |
| Parada 4 / Metro Copa Lo Martínez (PG1277) | G05 (El Castillo) - G13 (El Castillo) - G13c (Metro Copa Lo Martínez) - G16 (El Castillo) - G28 (Angelmó) - G35 (Metro Copa Lo Martínez) |
| Parada 5 / Metro Copa Lo Martínez (PG379)  | 301 (Juan Antonio Ríos) - 301c (Metro La Cisterna)                                                                                       |